# HOOPS
HOOPS (Hierarchical Object Oriented Picture System) est une bibliothèque graphique 2D et 3D et une plateforme de développement pour créer des applications techniques interactives. Elle est notamment utilisée dans les domaines suivants:
- Mécanique CAO
- Conception d'usines
- Géologie
- CFD (computational fluid dynamics)
- Robotique
- Simulation

## Historique
- 1987. Conçue originellement par des élèves de Cornell en 1987 qui ont fondé Ithaca Software.
- 1992. Ithaca Software a été acquise par Autodesk.
- 1996, le produit HOOPS est devenu une entité du groupe Tech Soft 3D.
- 2008. Moteur utilisé dans plus de 175 logiciels CAO.

## Caractéristiques techniques
- Format du fichier : .HSF
- Support OpenGL
- Support Direct3D
- Support 32bit et 64bit
- Transparence
- vues stéréoscopiques